# Associazione Calcio Macerata 1937-1938
Questa voce raccoglie le informazioni riguardanti l'Associazione Calcio Macerata nelle competizioni ufficiali della stagione 1937-1938.

## Rosa
| N. |                   | Ruolo | Calciatore             |
| -- | ----------------- | ----- | ---------------------- |
|    | Italia (bandiera) | D     | Emilio Angeletti       |
|    | Italia (bandiera) | A     | Francesco Baldoni      |
|    | Italia (bandiera) |       | Anselmo Botta          |
|    | Italia (bandiera) |       | Luigi Bresciani        |
|    | Italia (bandiera) | A     | Erminio Cartoni        |
|    | Italia (bandiera) | C     | Ideale Ciarapica (cap) |
|    | Italia (bandiera) | C     | Giovanni Compagnucci   |
|    | Italia (bandiera) |       | Renzo Del Guerra       |
|    | Italia (bandiera) |       | Luciano Maran          |

| N. |                   | Ruolo | Calciatore          |
| -- | ----------------- | ----- | ------------------- |
|    | Italia (bandiera) | P     | Adastro Masi        |
|    | Italia (bandiera) | C     | Francesco Mazzoleni |
|    | Italia (bandiera) | D     | Renato Morlupi      |
|    | Italia (bandiera) |       | Giuseppe Pierluigi  |
|    | Italia (bandiera) |       | Armando Radice      |
|    | Italia (bandiera) |       | Carlo Sfrappini     |
|    | Italia (bandiera) |       | Aldo Valli          |
|    | Italia (bandiera) |       | Ettore Vecchietti   |
|    | Italia (bandiera) |       | Teodoro Vecchietti  |